# Episodi di Squadra Med - Il coraggio delle donne (prima stagione)
La prima stagione della serie televisiva Squadra Med - Il coraggio delle donne è andata in onda negli Stati Uniti dal 23 luglio 2000 all'11 marzo 2001 sul canale Lifetime.
In Italia è stata trasmessa tra febbraio e marzo 2003 da Canale 5
| nº | Titolo originale       | Titolo italiano              | Prima TV USA      | Prima TV Italia |
| -- | ---------------------- | ---------------------------- | ----------------- | --------------- |
| 1  | Pilot                  | Per una causa in comune      | 23 luglio 2000    |                 |
| 2  | Preexisting Conditions | Progressi                    | 23 luglio 2000    |                 |
| 3  | Misconceptions         | Terapia d'urto               | 6 agosto 2000     |                 |
| 4  | Second Look            | Imparare ad amarsi           | 13 agosto 2000    |                 |
| 5  | Performance Anxiety    | Decisioni difficili          | 20 agosto 2000    |                 |
| 6  | Drug Interactions      | Il gioco della vita          | 27 agosto 2000    |                 |
| 7  | Do No Harm             | L'attesa                     | 3 settembre 2000  |                 |
| 8  | Miracle Cure           | L'ultimo volo                | 10 settembre 2000 |                 |
| 9  | Dependency             | Dipendenze                   | 8 ottobre 2000    |                 |
| 10 | BRCA1                  | La maratona di ballo         | 15 ottobre 2000   |                 |
| 11 | BRCA2                  | Il metodo alternativo        | 15 ottobre 2000   |                 |
| 12 | Brainchild             | Una tecnica sperimentale     | 29 ottobre 2000   |                 |
| 13 | Second Opinion         | Una paziente a quattro zampe | 3 dicembre 2000   |                 |
| 14 | Side Effects           | Effetti collaterali          | 10 dicembre 2000  |                 |
| 15 | Blessed Events         | Una terapia rapida           | 17 dicembre 2000  |                 |
| 16 | Fix                    | Il coraggio di vivere        | 7 gennaio 2001    |                 |
| 17 | Maternity              | Maternità                    | 14 gennaio 2001   |                 |
| 18 | Complications          | Complicazioni                | 21 gennaio 2001   |                 |
| 19 | Childcare              | Accanimento terapeutico      | 18 febbraio 2001  |                 |
| 20 | Drugstore Cowgirl      | Un caso particolare          | 25 febbraio 2001  |                 |
| 21 | Wednesday Night Fever  | Senza respiro                | 4 marzo 2001      |                 |
| 22 | Mortality              | Mortalità                    | 11 marzo 2001     |                 |